# هادی مشکوة
هادی مشکوة (زادهٔ ۱ تیر ۱۳۰۴ در کرمان – درگذشته ۲۲ آبان ۱۳۹۴ در تهران) تهیه‌کننده، عکاس و بازیگر اهل ایران بود.
وی فرزند حاجی آقا مشکوت یکی از عکاسان سرشناس کرمان است. او از کودکی حرفه پدر را آموخت و ادامه داد تا اینکه در ۳۰ سالگی به تهران مهاجرت کرده و تا زمان انقلاب اسلامی بیش از ۳۲۳ فیلم سینمایی را عکاسی می‌کند و پس از انقلاب وارد عرصه تهیه‌کنندگی فیلم می‌شود.

## بازیگر
- اتل متل توتوله (۱۳۵۱)
- اشک یتیم (۱۳۴۳)
- تعقیب خطرناک (۱۳۴۳)
- طلاق (۱۳۴۲)

## تهیه‌کننده
- لانه عقاب‌ها (۱۳۷۸)
- روز دیدار (۱۳۷۴)
- شیخ مفید (۱۳۷۴)
- شریک زندگی (۱۳۷۳)
- ستاره و الماس (۱۳۶۷)
- ترن (۱۳۶۶)
- پلاک (۱۳۶۴)
- پیراک (۱۳۶۳)
- سردار جنگل (۱۳۶۲)
- میرزا کوچک خان (۱۳۶۲)
- فرمان (۱۳۶۰)
- مرز (۱۳۶۰)
- کرکس‌ها می‌میرند (۱۳۵۹)

## وفات
هادی مشکوه تهیه‌کننده، بازیگر و عکاس  سینمای ایران در سن ۹۰ سالگی در ۲۲ آبان ۱۳۹۴ به دلیل مشکلات کلیوی و تنفسی و بر اثر ایست قلبی در بیمارستان لبافی‌نژاد تهران درگذشت.